# 黒鳥 (漫画)
『黒鳥』（ブラックスワン）は、山岸凉子による短編漫画作品。白泉社「セリエミステリー」1994年4月号に掲載された。

## 作品の内容
実在の天才振付家・ジョージ・バランシンは生涯に5人の妻を娶り、その皆が皆バレエ史に名を残すバレエダンサーにして彼の「ミューズ（芸術の女神）」であったが、その関係は誰とも長くは続かなかった。本作では彼の4人目の妻であり、ネイティブ・アメリカン系出身ということでも知られる実在のバレエダンサー、マリア・トールチーフの独白という形で彼女達の苦悩を描く。作品にはトールチーフの他に、3人目の妻ヴェラ・ゾリーナ、5人目にして最後の妻であるタナキル・ルクレアも登場している。

## 書籍
黒鳥-ブラックスワン-　レディースコミックス 白泉社 1995年7月15日発行 ISBN 4-592-15150-X
- 貴船の道、緘黙の底、鬼子母神 収録

黒鳥-ブラックスワン- 白泉社文庫 白泉社 1999年3月17日発行 ISBN 4-592-88329-2
- 貴船の道、緘黙の底、鬼子母神 収録

牧神の午後 KADOKAWA 2021年12月27日発行 電子書籍
- 牧神の午後、瀕死の発表会、Ballet Studio 拝見、山岸凉子と行く「ローザンヌ国際バレエコンクール2007」珍道中記 収録